# Malemort
Malemort – gmina we Francji, w regionie Nowa Akwitania, w departamencie Corrèze. Została utworzona 1 stycznia 2016 roku z połączenia dwóch wcześniejszych gmin: Malemort-sur-Corrèze oraz Venarsal. Siedzibą gminy została miejscowość Malemort-sur-Corrèze. W 2013 roku populacja wyżej wymienionych gmin wynosiła 8036 mieszkańców.